# 吉姆·坎贝尔
吉姆·坎贝尔（英語：Jim Campbell，1973年2月3日—），美国男子冰球运动员，场上位置是前锋。他曾代表美国国家队参加1994年冬季奥林匹克运动会冰球比赛，获得第8名。